# Piet Pieterszoon Hein
Piet Pieterszoon Hein (Delfshaven, 25 novembre 1577 – La Manica, 18 giugno 1629) è stato un corsaro, pirata e ammiraglio olandese.
Egli combatté sui mari nel corso della guerra degli ottant'anni per le Province Unite contro la Spagna, esercitando anche la guerra di corsa. Fu il primo e l'unico comandante navale a catturare la gran parte di una flotta spagnola del tesoro.

## Biografia

### Inizi
Piet Pieterszoon Hein nacque a Delfshaven il 25 novembre 1577. Era figlio di un comandante e divenne marinaio quando era ancora adolescente. Durante il suo primo viaggio in mare soffrì molto di chinetosi. Durante i suoi anni venti fu catturato dagli spagnoli e adibito a rematore nelle galee, probabilmente tra gli anni 1598 e 1602, liberato poi grazie a uno scambio di prigionieri. Tra il 1603 e il 1607 egli fu ancora prigioniero degli spagnoli, essendo stato catturato vicino a Cuba. Nel 1607 entrò nella Compagnia olandese delle Indie orientali e partì per l'Asia, ritornandone con il grado di capitano (della Hollandia) cinque anni dopo. Sposò Anneke Claesdochter de Reus e si stabilì a Rotterdam. Nel 1618, mentre era capitano della Neptunus, sia lui che la nave furono poste al servizio della Repubblica di Venezia. Nel 1621 lasciò la nave e si diresse via terra in Olanda. Nel 1622, per un anno, fu membro del governo locale di Rotterdam, sebbene egli non fosse cittadino di questa città: il cugino di sua moglie, uno dei tre borgomastri, rese possibile la cosa.

### Viceammiraglio
Nel 1623 divenne vice-ammiraglio della nuova Compagnia olandese delle Indie occidentali e l'anno seguente salpò per i Caraibi. Nel Brasile coloniale egli conquistò l'insediamento 
portoghese di Salvador, conducendo di persona l'assalto sul mare alla fortezza della città. Nell'agosto, con una flotta piccola e ad organico ridotto salpò per la costa occidentale africana e attaccò una flotta portoghese nella baia, fortemente difesa, di Luanda, ma non riuscì a catturare nessuna nave nemica. Quindi attraversò l'Atlantico ancora per tentare di catturare navi mercantili presso la città di Vitória, ma fu sconfitto dalla resistenza organizzata dai cittadini del luogo assistiti dalla guarnigione portoghese.
Dopo aver appreso che Salvador era stata riconquistata da una grossa flotta ispano-portoghese, Hein rientrò in patria. La Compagnia olandese delle Indie occidentali, soddisfatta delle sue qualità di capo, lo pose al comando di un nuovo squadrone nel 1626. In successive incursioni a Salvador, nel 1627, egli attaccò e catturò oltre trenta navi mercantili portoghesi ricche di merci prima di rientrare nelle Province Unite.
Gli storici moderni classificano Hein come pirata basandosi su una parte della vita di Hein, tuttavia egli divenne più tardivamente un corsaro; la Repubblica olandese era impegnata in una lotta mortale contro gli Asburgo ed Hein fu tra i più famosi comandanti/corsari che essa impiegò durante la guerra degli ottant'anni. Mentre numerosi corsari si comportavano non meglio dei comuni pirati, Hein praticava una severa disciplina che scoraggiava comportamenti non corretti tra i suoi equipaggi e alcuni studi sostengono che egli avesse un comportamento illuminato, per quei tempi, verso le tribù "indiane", schiavi e fedeli di altre religioni. Contrariamente a molti pirati , non agiva mai individualmente ma piuttosto comandava intere flotte militari e il fatto che fosse un ammiraglio della Repubblica olandese conferma tale teoria.

### La flotta spagnola del tesoro
Nel 1628 l'ammiraglio Hein, con Witte de With come suo capitano di bandiera, salpò per attaccare la flotta spagnola del tesoro carica di argento proveniente dalle colonie americane e dalle Filippine. Al largo di Cuba la sua flotta intercettò sedici mercantili spagnoli: un galeone fu catturato dopo un incontro notturno, a nove navi mercantili minori fu intimata la resa; due piccole navi furono abbordate in mare e quattro galeoni rimasero intrappolati vicino alle coste cubane nella baia di Matanzas. Dopo qualche scarica di moschetto da parte delle navi olandesi, le navi spagnole si erano arrese.
In totale Hein catturò 11.509.524 fiorini olandesi di bottino in oro, argento e costose merci, quali indaco e carminio, senza spargimento di sangue. Non fece prigionieri: diede ai marinai spagnoli riserve di cibo e acqua affinché potessero rientrare a L'Avana.
La conquista del tesoro trasportato fu una delle più grandi vittorie della Compagnia olandese delle Indie occidentali nei Caraibi.
Tornato nei Paesi Bassi nel 1629, Hein venne accolto come un eroe.

### Tenente–Ammiraglio
Il 26 marzo 1629 fu nominato tenente ammiraglio dell'Olanda e della Frisia Occidentale e quindi, di fatto, comandante della flotta confederata dei Paesi Bassi, prendendo come capitano di bandiera Maarten Tromp. Partì quindi per una campagna contro i corsari al servizio della Spagna, che, facendo base a Dunkerque, attaccavano le navi mercantili nemiche. Quando la sua flottiglia ne intercettò tre provenienti da Ostenda, egli fece deliberatamente manovrare la sua nave ammiraglia in modo che si trovasse in mezzo a due di esse, in modo da sparare contemporaneamente bordate da entrambi i lati della nave. Dopo circa mezz'ora egli fu colpito da una palla di cannone alla spalla sinistra e rimase ucciso all'istante.
La sua salma venne inumata nella Oude Kerk di Delft.
Un diretto discendente di Hein è stato il matematico, fisico e scrittore danese Piet Hein

## Memoria

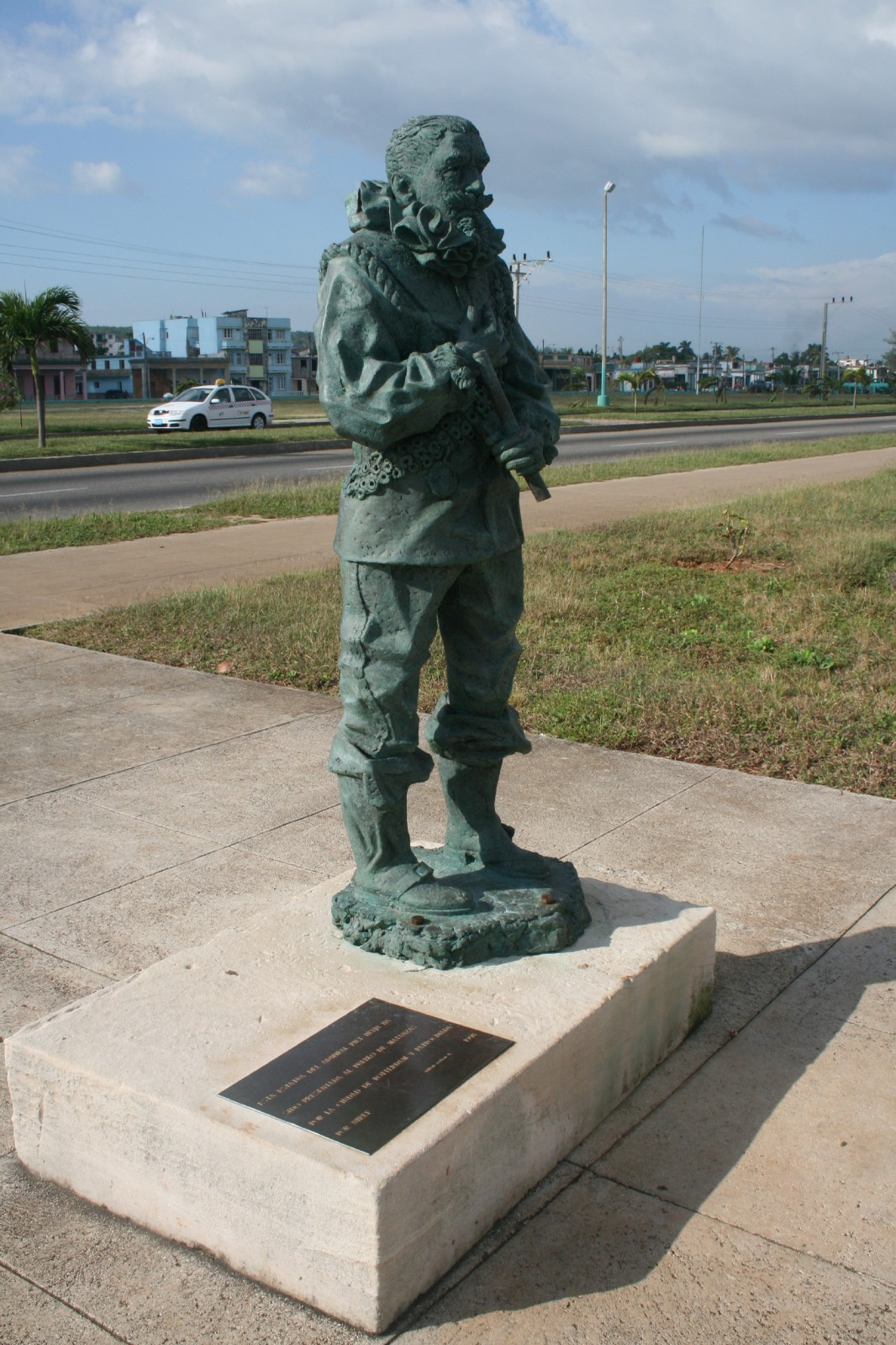
Statua di Piet Hein a Matanzas, Cuba

- Al tunnel sotto il canale IJ di Amsterdam è stato dato il suo nome, come a una delle fregate Classe Kortenaer, la Hr. Ms. Piet Heyn.
- Una canzone che celebra la cattura della flotta spagnola del tesoro da parte dell'ammiraglio Hein, scritta nel 1844, è ancora cantata da cori e da alunni delle scuole elementari dei Paesi Bassi, come anche durante le bevute tradizionali delle congreghe studentesche nelle università belghe.
- Una statua in suo onore è stata eretta nella città cubana di Matanzas